# Лівадія (Греція)
Лівадія (грец. Λιβαδειά) — місто в Греції, у периферії Центральна Греція, столиця ному Беотія та острова Лефкас.
На честь цього грецького міста названо кримське смт Лівадія. Наприкінці 18 століття уродженець Лівадії Ламброс Кацоніс, що перебував на російській службі, заснував у Таврії свій маєток, який назвав на честь рідного міста.

## Історія
Місто розташоване амфітеатром біля підніжжя гори Гелікон. Лівадія була відома з прадавніх часів завдяки знаменитому оракулу Зевса-Трофонія та двом джерелам — Лєта та Мнемосіна, які протікають у північній частині міста. Також Лівадія — місто найдавнішого культу богині Деметри-Європи, або Геркіни, богині родючості та хліборобства.
В кількох десятках кілометрів від міста розташований Монастир Осіос-Лукас (Преподобного Луки), заснований самим Преподобним Лукою Елладським в 10 столітті на тому місці, де в прадавні часи був храм Деметри. Монастир одночасно є значним духовним центром для православних всього світу, а також видатною пам'яткою візантійської архітектури.

### Замок в Лівадії

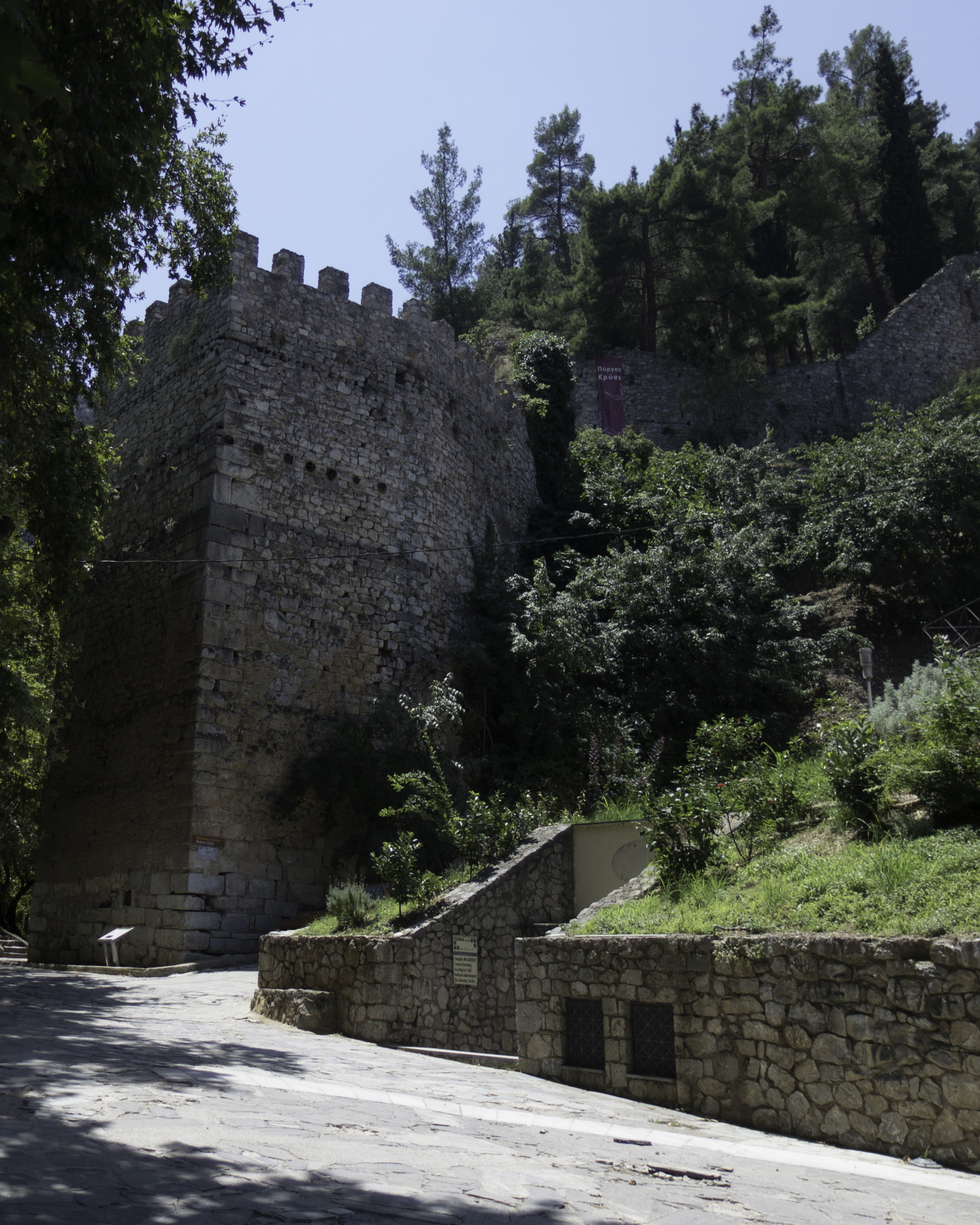
Замок в Лівадії

На півдні від міста на скелястому пагорбі в ущелині розташовано замок трикутної форми, який побудований візантійцями на місці акрополя та надалі укріплювався франками. Вважається одним з чотирьох "каталонських замків" в Греції, що пов"язано із заволодіння регіоном каталонцями 15 березня 1311 року в битві при Копайдосі та будівництвом укріплення. У XV ст. замок потрапив спочатку до греків (1380 р.), а потім до османів (1458 р), які ремонтували та удосконалювали його. Під час грецької революції у 1821 році в замку переховувалось близько тисячі повстанців.
Замок частково побудований із будівельних матеріалів попередніх будівель, ймовірно датованих періодом правління Юстиніана. Замок побудовано з використанням цегли, укріпленої дерев"яними частинами. Він складається з трьох укріплень: загальне міське укріплення, цитадель та укріплення, в якому жив командувач замку. На сході розташована висока вежа. В замку збереглась церква, побудована на стародавнього храму Зевса.
(Додатково: Замок в Лівадії у Вікісховищі)

### Сучасність
У Лівадії 1961 року засновано футбольний клуб Левадіакос, який виступає у другому національному дивізіоні Бета Етнікі.
2005 року тут відкрито факультет економічного розвитку регіону Університету Центральної Греції.
На початку березня 2010 року археологи відкрили у селищі Айне, в передмісті Лівадії, велике царське поховання — близько 25 могил із численними артефактами архаїчного та класичного періодів та 4 поховання, віднесені до бронзової доби.

## Персоналії
- Костас Хадзіс — грецький співак, музикант і композитор, автор пісень.